# Iragasandra, Kolar
Iragasandra là một làng thuộc tehsil Kolar, huyện Kolar, bang Karnataka, Ấn Độ.